# Jardin du Port-de-l'Arsenal
Ne doit pas être confondu avec Port de l'Arsenal.
Le jardin du Port-de-l'Arsenal est un espace vert situé dans le 12e arrondissement de Paris, dans le quartier des Quinze-Vingts.

## Situation et accès
Le site est accessible par le 53, boulevard de la Bastille.
Il est desservi par les lignes 1, 5 et 8 à la station Bastille.

## Historique
Situé dans le prolongement du canal Saint-Martin, le bassin de l’Arsenal a été creusé en 1805 à l’emplacement de l’enceinte de Charles V. Une très forte urbanisation ayant ralenti les travaux, il ne fut achevé que 20 ans plus tard, en 1825.
À l’origine pour un usage commercial, le bassin peut aujourd’hui accueillir 230 plaisanciers. Les jardins reprennent les jardins en terrasses du sud de la France, et suivent le cours du canal. Ainsi les promeneurs peuvent à leur guise s’allonger sur les pelouses face au canal, ou bien se détendre en se baladant sous les pergolas qui, au printemps, se couvrent de fleurs. Ainsi les Parisiens et vacanciers séjournant à la capitale peuvent se délecter à travers l’observation de santolines à feuilles de romarin, des arbres à soie, des céanothes aux fleurs bleues d’été, des kiwis, chèvrefeuilles, bigonnes, etc. Il y a également une statue en bronze du sculpteur Henry Arnold, installée en 1983.
En 2017, il est intégré au parc Rives-de-Seine nouvellement créé.
Le 17 mai 2025, lors de la journée mondiale contre l'homophobie, la transphobie et la biphobie, la ville de Paris dévoile un monument en hommage aux victimes homosexuelles de la déportation et aux victimes LGBT+ réalisé par Jean-Luc Verna,.

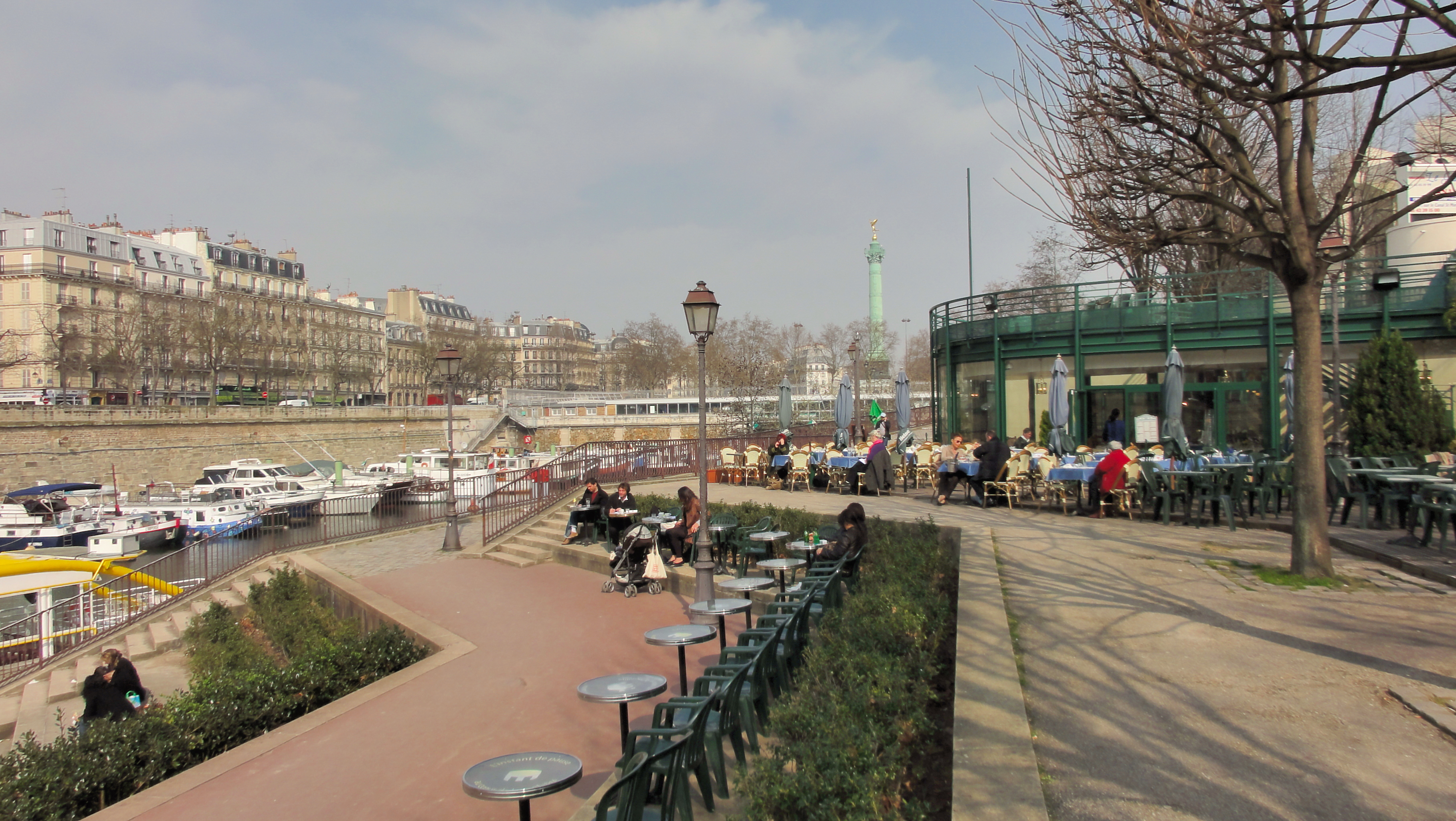
La terrasse au printemps.
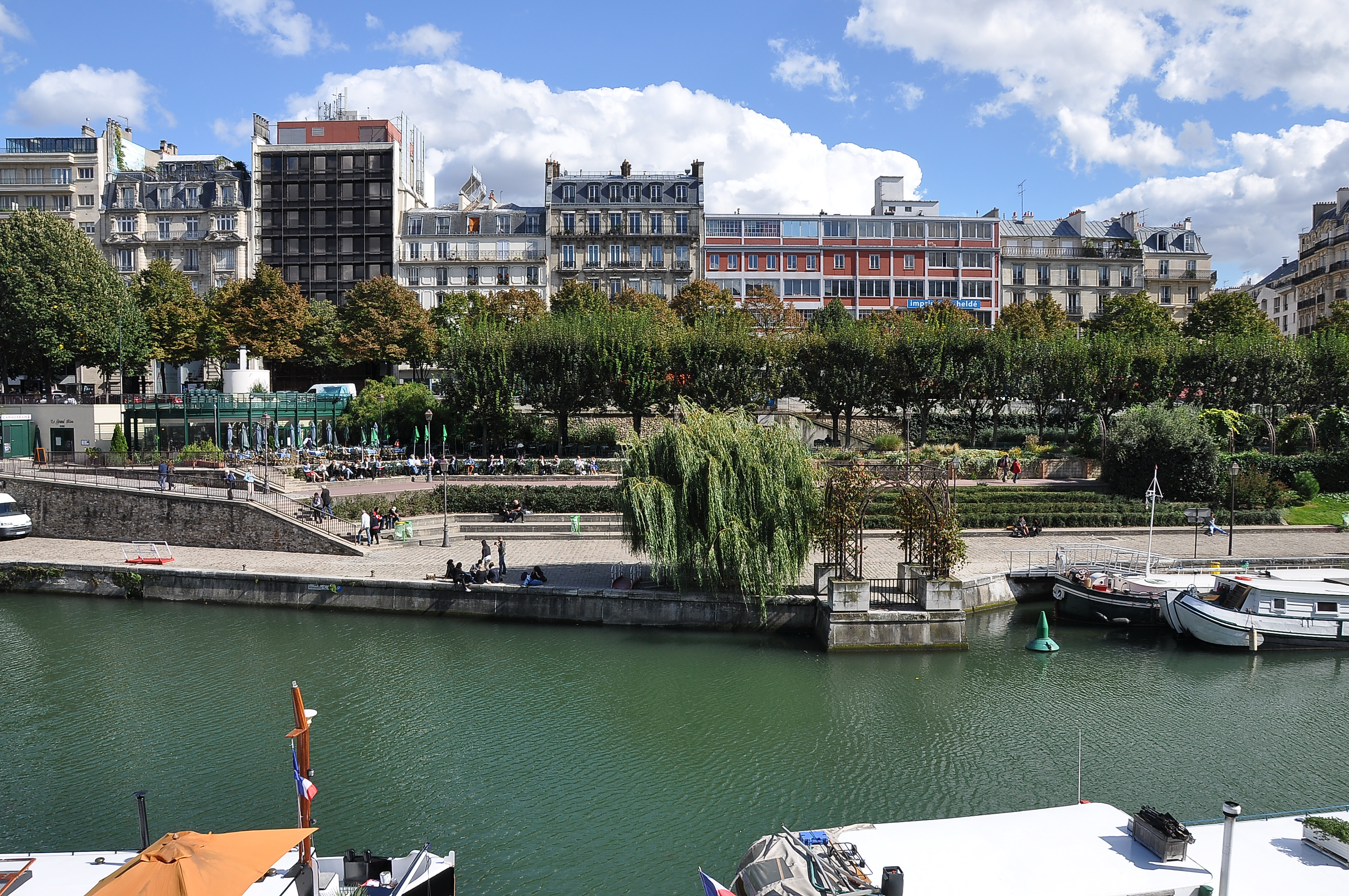
Vue depuis le boulevard Bourdon.
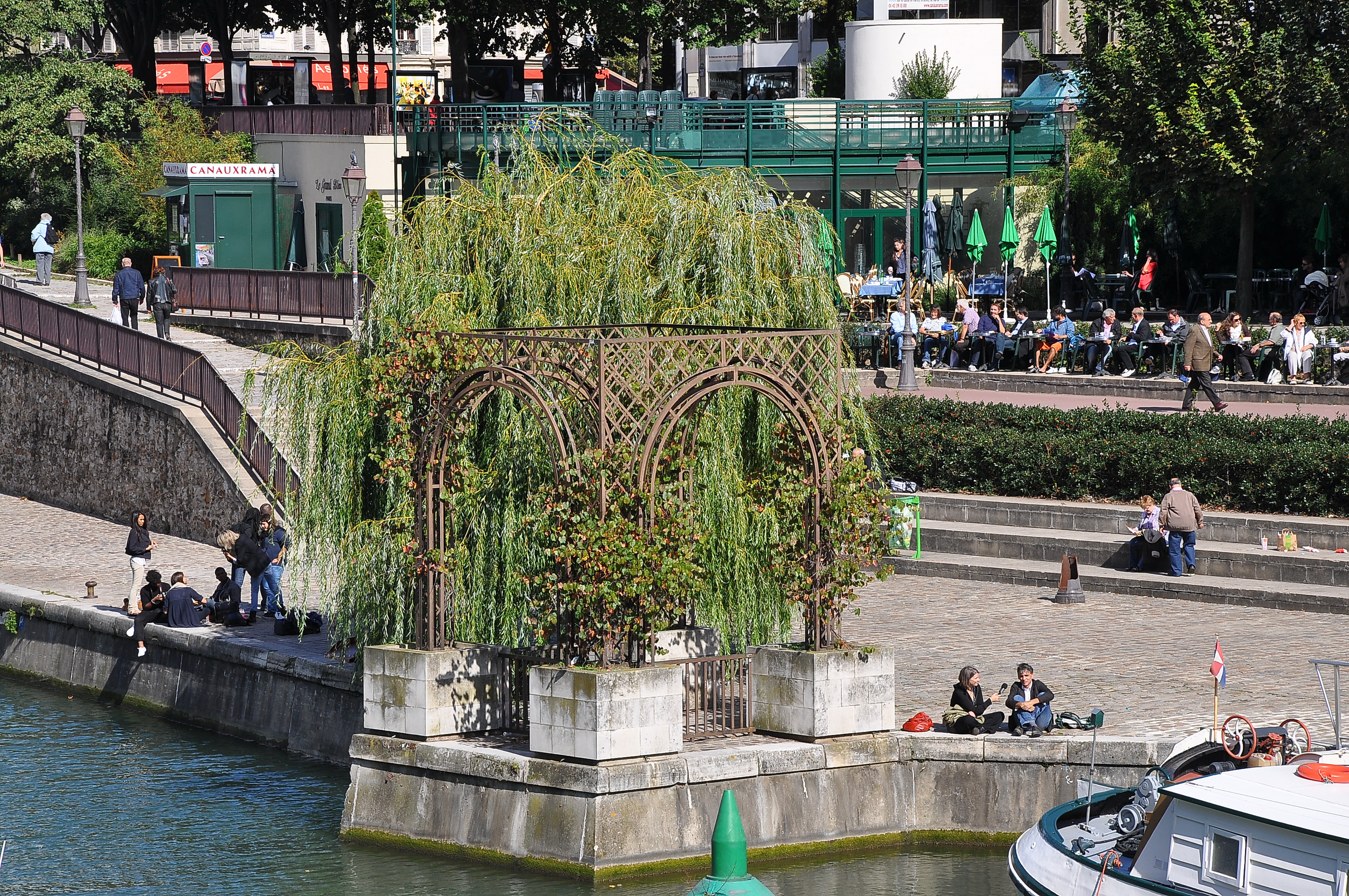
Au bord du bassin.
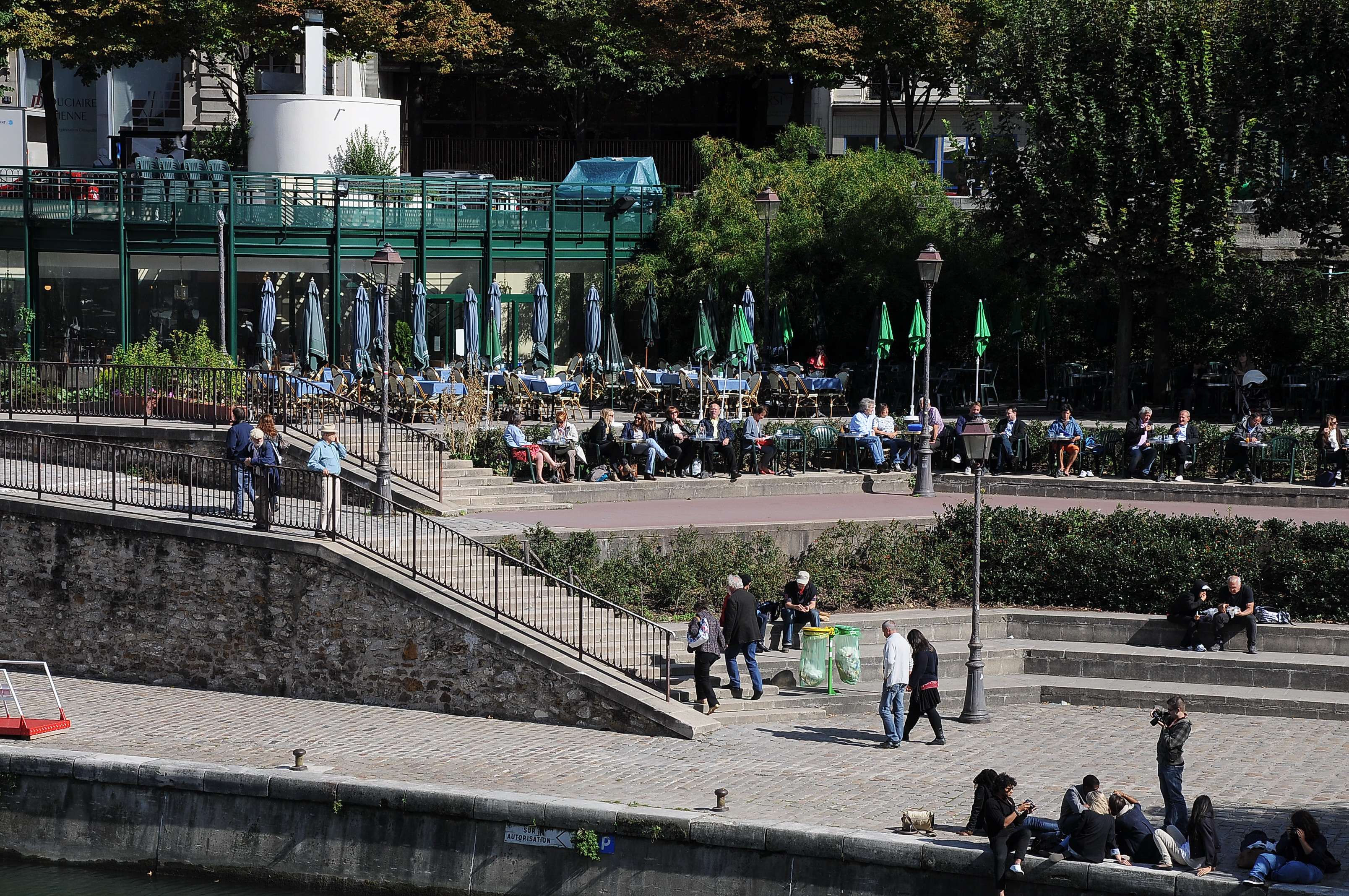
La terrasse du café.
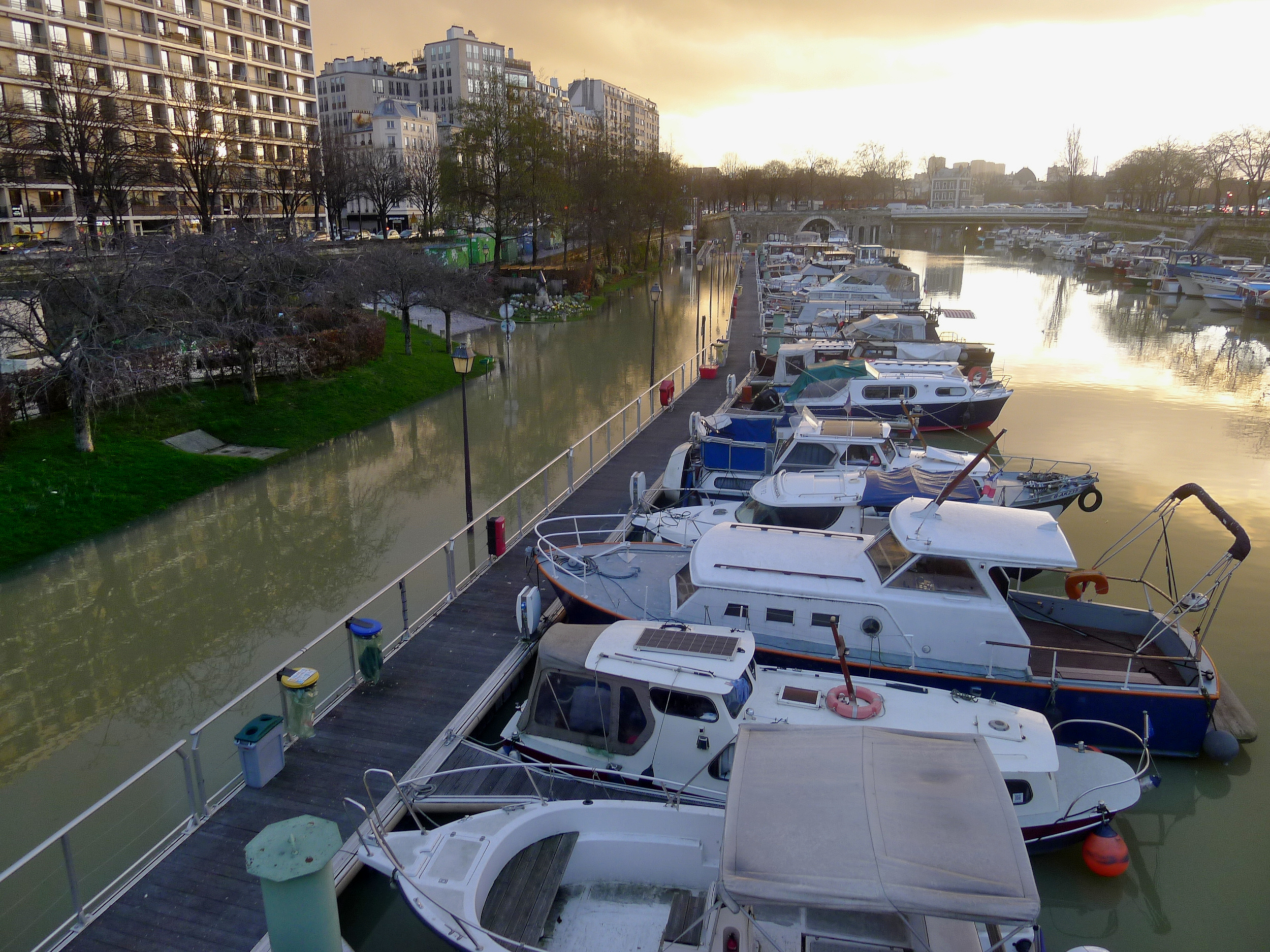
Inondation de janvier 2018.